# Фројденбург
Фројденбург (њем. Freudenburg) општина је у њемачкој савезној држави Рајна-Палатинат. Једно је од 103 општинска средишта округа Трир-Сарбург. Према процјени из 2010. у општини је живјело 1.536 становника. Посједује регионалну шифру (AGS) 7235028.

## Географски и демографски подаци
Фројденбург се налази у савезној држави Рајна-Палатинат у округу Трир-Сарбург. Општина се налази на надморској висини од 350 метара. Површина општине износи 11,0 km². У самом мјесту је, према процјени из 2010. године, живјело 1.536 становника. Просјечна густина становништва износи 140 становника/km².

## Међународна сарадња
| Мјесто  | Држава               | Врста сарадње | Од    |
| ------- | -------------------- | ------------- | ----- |
| Пемброк | Уједињено Краљевство | контакт       | 1976. |
| Апоањи  | Француска            | партнерство   | 1986. |
| Извор   |                      |               |       |